# Discographie d'Enigma
Cette page regroupe la discographie d'Enigma

## Compilations
- 1998 : Trilogy (Box Set des trois premiers albums)
- 2001 : Love Sensuality Devotion: The Greatest Hits
- 2001 : Love Sensuality Devotion: The Remix Collection
- 2005 : 15 Years After (Box set des cinq albums de 1990 à 2003 + bonus + DVD)
- 2009 : The Platinium Collection

## Singles
| Année | Single                                       | Albums                                      | Charts | Charts | Charts | Charts | Charts |
| Année | Single                                       | Albums                                      | [ 1 ]  | [ 2 ]  | [ 3 ]  | [ 4 ]  | [ 5 ]  |
| ----- | -------------------------------------------- | ------------------------------------------- | ------ | ------ | ------ | ------ | ------ |
| 1990  | Sadeness (Part I)                            | MCMXC a.D.                                  | 1      | 1      | 5      | 5      | -      |
| 1991  | Mea Culpa (Part II)                          | MCMXC a.D.                                  | 4      | 7      | 55     | -      | -      |
| 1991  | Principles of Lust                           | MCMXC a.D.                                  | 29     | 90     | 59     | -      | -      |
| 1991  | The Rivers of Belief                         | MCMXC a.D.                                  | -      | -      | 68     | -      | -      |
| 1993  | Carly's Song                                 | Sliver: Music From the Motion Picture       | -      | -      | -      | -      | -      |
| 1994  | Return to Innocence                          | The Cross of Changes                        | 11     | 5      | 3      | 4      | -      |
| 1994  | The Eyes of Truth                            | The Cross of Changes                        | -      | -      | 21     | -      | -      |
| 1994  | Age of Loneliness                            | The Cross of Changes                        | -      | -      | 21     | -      | -      |
| 1994  | Out from the Deep                            | The Cross of Changes                        | -      | -      | -      | -      | -      |
| 1996  | Beyond the Invisible                         | Le Roi est mort, vive le Roi!               | 32     | 40     | 26     | 81     | 36     |
| 1997  | T.N.T. for the Brain                         | Le Roi est mort, vive le Roi!               | -      | -      | 60     | -      | -      |
| 1999  | Gravity of Love                              | The Screen Behind the Mirror                | -      | 65     | -      | -      | 89     |
| 2000  | Push the Limits                              | The Screen Behind the Mirror                | -      | 96     | 76     | -      | -      |
| 2001  | Turn Around (en)                             | Love Sensuality Devotion: The Greatest Hits | -      | 65     | -      | -      | 45     |
| 2003  | Voyageur                                     | Voyageur                                    | -      | -      | -      | -      | -      |
| 2003  | Following the Sun                            | Voyageur                                    | -      | 97     | -      | -      | -      |
| 2004  | Boum-Boum                                    | Voyageur                                    | -      | 98     | 108    | -      | -      |
| 2006  | Hello and Welcome                            | 15 Years After                              | -      | 87     | -      | -      | -      |
| 2006  | Goodbye Milky Way                            | A Posteriori (album)                        | -      | -      | -      | -      | -      |
| 2006  | 20000 Miles over the sea - Boca junior remix | A Posteriori (album)                        | -      | -      | -      | -      | -      |
| 2008  | Seven Lives / La Puerta del Cielo            | Seven Lives Many Faces                      | -      | -      | -      | -      | -      |
| 2008  | The Same Parents                             | Seven Lives Many Faces                      | -      | -      | -      | -      | -      |

## Sources
- (en) Cet article est partiellement ou en totalité issu de l’article de Wikipédia en anglais intitulé « Enigma discography » (voir la liste des auteurs).